# 升半茶店
株式会社升半茶店（ますはんちゃてん）は、名古屋市中区錦二丁目に本社をおく企業。

## 概要

### 沿革
- 1840年（天保11年） - 升屋彦八家の三男であった初代半三郎が尾張藩より宇治茶販売の株仲間の結成を許可され、伝馬町に進出[1]。
- 1842年（天保13年） - 株仲間は解散[2]。
- 1883年（明治16年） - 二代半次郎は京都府の宇治木幡（現京都市）において、自前の茶園と製茶所を設置し、本場の宇治茶の生産・販売を一貫して行った[1]。
- 1951年（昭和26年）1月 - 四代半三郎により、会社が設立される[3]。
- 2022年（令和4年）1月下旬 - 本店を鉄筋コンクリート造10階建ての店舗付き共同住宅とする工事が着工[4]。

## 升半の歌
コマーシャルソングとして『升半の歌』（作詞白幡健・作曲森しげる・編曲市川昭介・歌都はるみ）が作られている。